# Antoni Àtic
Antoni Àtic (en llatí Antonius Atticus) va ser un retòric romà del segle i. Formava part de la gens Antònia. Era contemporani de Sèneca i Quintilià. És mencionat a les Declamacions (Suasoriae) de Sèneca el vell.